# Kościół św. Jadwigi Królowej w Jezioranach
Kościół Świętej Jadwigi Królowej – rzymskokatolicki kościół filialny należący do parafii św. Bartłomieja w Jezioranach i dekanatu Jeziorany archidiecezji warmińskiej.
Jest to dawna świątynia ewangelicko-augsburska wzniesiona w latach 1886-1887. W dniu 10 maja 1992 roku została poświęcona przez arcybiskupa Edmunda Piszcza.
Jest to budowla wzniesiona w stylu neogotyckim, orientowana na planie prostokąta, halowa, posiadająca kwadratową wieżę od strony zachodniej. Świątynia jest murowana z cegły, wybudowana na podmurówce z ciosów kamiennych, nakryta dachem dwuspadowym i dachówką holenderką. W przyziemiu wieży jest umieszczony ostrołukowy portal drzwiowy, powyżej znajduje się daszek kapnikowy. W drugiej kondygnacji wieży jest umieszczony owalny otwór z oknem we wnęce. Na wierzchołku znajduje się iglica zwieńczona kulą i krzyżem. Do wieży jest dostawiona wielokątna kruchta.